# Чарльз Веллеслі
Чарльз Веллслі (англ. Charles Wellesley; 17 листопада 1873 — 24 липня 1946) — американський актор епохи німого кіно ірландського походження. Він знявся у більш ніж 80 фільмах між 1913 і 1928 роками. Він народився в Дубліні і помер в Амітивілі, Нью-Йорк.

## Вибрана фільмографія
- 1914 — Моя офіційна дружина
- 1924 — Людина-вовк
- 1925 — Загублений світ
- 1925 — Несвята трійця
- 1926 — Дні в коледжі